# Nabor
Nabor, Nabur – imię męskie prawdopodobnie punickiego pochodzenia, wywodzące się od rdzenia nābā — „wylewnie mówiący, modlący się, wykładający, wymowny, przepowiadający, prorok”. W średniowieczu notowane w Polsce w formie Nabur; przechowało się również w nazwie miejscowości Naborowo (funkcjonuje również hipoteza, iż istniało jednobrzmiące imię o rodowodzie słowiańskim, por. Przebor, Przedbor i Nadar, Nadbor). 
Nabor, Nabur imieniny obchodzi 12 czerwca.  